# Distrito de Vyškov
El distrito de Vyškov es uno de los siete distritos que forman la región de Moravia Meridional, República Checa, con una población estimada a principio del año 2018 de 91 325 habitantes. Se encuentra ubicado al sureste del país, al sureste de Praga, cerca de la frontera con Eslovaquia y Austria. Su capital fue la ciudad de Vyškov.

## Localidades (población año 2018)
- Bohaté Málkovice 249
- Bohdalice-Pavlovice 852
- Bošovice 1214
- Brankovice 882
- Bučovice 6468
- Chvalkovice 246
- Dětkovice 263
- Dobročkovice 210
- Dražovice 931
- Drnovice 2363
- Drysice 582
- Habrovany 832
- Heršpice 829
- Hlubočany 491
- Hodějice 1000
- Holubice 1238
- Hostěrádky-Rešov 845
- Hoštice-Heroltice 629
- Hrušky 772
- Hvězdlice 565
- Ivanovice na Hané 2944
- Ježkovice 382
- Kobeřice u Brna 710
- Kojátky 305
- Komořany 709
- Kozlany 361
- Kožušice 114
- Krásensko 415
- Křenovice 1947
- Křižanovice 809
- Křižanovice u Vyškova 133
- Kučerov502
- Letonice 1389
- Lovčičky 686
- Luleč 935
- Lysovice 279
- Malínky 145
- Medlovice 307
- Milešovice 680
- Milonice349
- Moravské Málkovice 574
- Mouřínov 460
- Němčany 791
- Nemochovice 279
- Nemojany 712
- Nemotice 416
- Nesovice1078
- Nevojice 413
- Nížkovice 679
- Nové Sady 114
- Olšany 574
- Orlovice 312
- Otnice 1564
- Podbřežice 245
- Podivice 184
- Podomí 415
- Prusy-Boškůvky 639
- Pustiměř 1780
- Račice-Pístovice 1237
- Radslavice 415
- Rašovice 688
- Rostěnice-Zvonovice 519
- Rousínov 5665
- Ruprechtov 606
- Rybníček 275
- Šaratice 1040
- Slavkov u Brna 6647
- Snovídky 339
- Studnice 487
- Švábenice 1027
- Topolany 345
- Tučapy 578
- Uhřice 261
- Vážany 446
- Vážany nad Litavou 719
- Velešovice 1281
- Vyškov 20 999
- Zbýšov 671
- Zelená Hora 289